# Коронация Карла III
Коронация Карла III в качестве короля Соединённого Королевства и других королевств Содружества состоялась 6 мая 2023 года. Королева Елизавета II умерла 8 сентября 2022 года в возрасте 96 лет, после чего на британский престол в возрасте 73 лет взошёл её сын, принц Уэльский Чарльз, принявший тронное имя Карла III. 10 сентября Совет престолонаследия провозгласил его королём.
Был составлен план коронации нового монарха под кодовым названием «Операция „Золотое яблоко“». Комитет возглавил Эдвард Фицалан-Ховард, 18-й герцог Норфолк, занимающий наследственную должность граф-маршала. В состав комитета вошли ведущие представители аристократии и другие высокопоставленные лица. Комитет конституционно отделён от личных кабинетов Карла III или Елизаветы II[значимость факта?].
В 2018 году конституционным факультетом Лондонского университета был опубликован отчёт, в котором были подробно описаны предложения о том, как можно модернизировать церемонию[значимость факта?].
В присутствии более 2000 гостей, среди которых были политики (в том числе, все бывшие премьер-министры Великобритании, начиная с Джона Мейджора), монархи, кронпринцы, принцессы и поп-звезды, Карл поклялся править в соответствии с христианской верой и произнес специально написанную для него молитву. Карл III был коронован короной святого Эдуарда. Для коронации его жены королевы-консорта Камиллы использовалась корона королевы Марии. Вслед за коронацией последовала присяга наследника престола принца Уильяма своему отцу.

## Подготовка

### Предыстория
Карл III стал королём сразу после смерти своей матери, Елизаветы II, в 15:10 по британскому времени в четверг, 8 сентября 2022 года. Он был провозглашён королём Советом по престолонаследию в субботу 10 сентября, за которым[чем?] последовали прокламации в других королевствах Содружества. Во время правления Елизаветы II совещания по планированию коронации Чарльза под кодовым названием «Операция „Золотое яблоко“» проводились не реже одного раза в год, на них присутствовали представители правительства, Церкви Англии и персонала Чарльза.

### Служба и шествие
Как граф-маршал, Эдвард Фицалан-Говард, 18-й герцог Норфолк, отвечал за организацию коронации. Мероприятие организовал комитет тайных советников. 11 октября 2022 года датой коронации было объявлено 6 мая 2023 года, что было сделано для обеспечения достаточного времени для оплакивания смерти королевы Елизаветы II перед проведением церемонии.
Отдел рассмотрения претензий по поводу коронации был создан при Кабинете министров для рассмотрения претензий на выполнение исторической или церемониальной роли на коронации, заменив Суд по рассмотрению претензий. Должности лорда-распорядителя и лорда верховного констебля Англии, на которые теперь проводят назначения только в связи с коронациями, были предоставлены генералу сэру Гордону Мессенджеру и адмиралу сэру Тони Радакину соответственно.
Святое масло для помазания, использованное при богослужении, было освящено патриархом Иерусалимским Феофилом III в церкви Гроба Господня 6 марта 2023 года под наблюдением Хосама Наума, англиканского архиепископа в Иерусалиме. В его основе была та же формула, что и у масла, использовавшегося при коронации Елизаветы II, но без продуктов животного происхождения.
Военные генеральные репетиции состоялись 17, 18 и 19 апреля. 3 мая Чарльз и Камилла, принц Уильям с супругой Кэтрин, их дети и принцесса Анна присутствовали на репетициях коронации в Вестминстерском аббатстве.
Вестминстерское аббатство было закрыто для туристов и верующих с 25 апреля в связи с подготовкой к коронации и вновь открылось 8 мая. Как и на предыдущих коронациях, многим присутствующим было плохо видно из-за нехватки места в нефе аббатства.

### Гости

Страны, приславшие представителей

Список приглашенных определило британское правительство, поскольку коронация была государственным мероприятием и финансировалась правительством. На коронацию было приглашено около 2200 гостей из 203 стран. На ней присутствовали члены королевской семьи, представители Англиканской церкви и других британских религиозных общин, видные политики Соединенного Королевства и Содружества, главы иностранных государств. Число британских политических деятелей, посетивших церемонию, значительно сократилось с 1953 года, когда на ней присутствовал практически весь парламент Соединенного Королевства. Приглашения были направлены 850 представителям общин и благотворительных организаций, в том числе 450 получателям медали Британской империи и 400 молодым людям, половина из которых были выдвинуты британским правительством. Правила безопасности в Вестминстерском аббатстве ограничивали количество гостей, поскольку в отличие от предыдущих коронаций в здании не было установлено временных трибун.

### Облачения и короны
В нарушение традиции коронационное облачение Карла III (церемониальная одежда) в основном использовалось для предыдущих коронаций, а не было сшито заново. Хотя супертунику и королевскую мантию принято использовать повторно, Чарльз также носил облачения, впервые использовавшиеся Георгом IV, Георгом V, Георгом VI и Елизаветой II. Камилла аналогичным образом повторно использовала облачения, в том числе парадную мантию Елизаветы II, но также надела новую мантию сословия с изображением её шифра, пчёл, жука и различных растений и цветов. На Камилле также было новое коронационное платье, созданное Брюсом Олдфилдом и расшитое полевыми цветами, цветочными эмблемами Соединенного Королевства, её шифром, парой собак и именами её внуков.
Корона Святого Эдуарда, которая использовалась для коронации короля, была снята с экспозиции в Тауэре в декабре 2022 года для изменения размера. В феврале 2023 года корона королевы Марии, которая использовалась для коронации Камиллы, также была снята с показа для замены кристаллов на алмазы Куллинан III, IV и V, а также удаления четырёх из её восьми съёмных арок. Корона королевы-матери Елизаветы не использовалась. Было высказано предположение, что это было сделано во избежание потенциального дипломатического спора с Индией, поскольку корона содержит Кохинур, бриллиант, на который претендует страна.

### Стоимость
Департамент цифровых технологий, культуры, СМИ и спорта (DCMS) заявил, что он «не может назвать расходы и их разбивку» до окончания коронации. Сообщалось о неофициальных оценках в размере от 50 до 100 миллионов фунтов. Другие отчёты предполагают цифру до 250 миллионов фунтов.

## Церемония

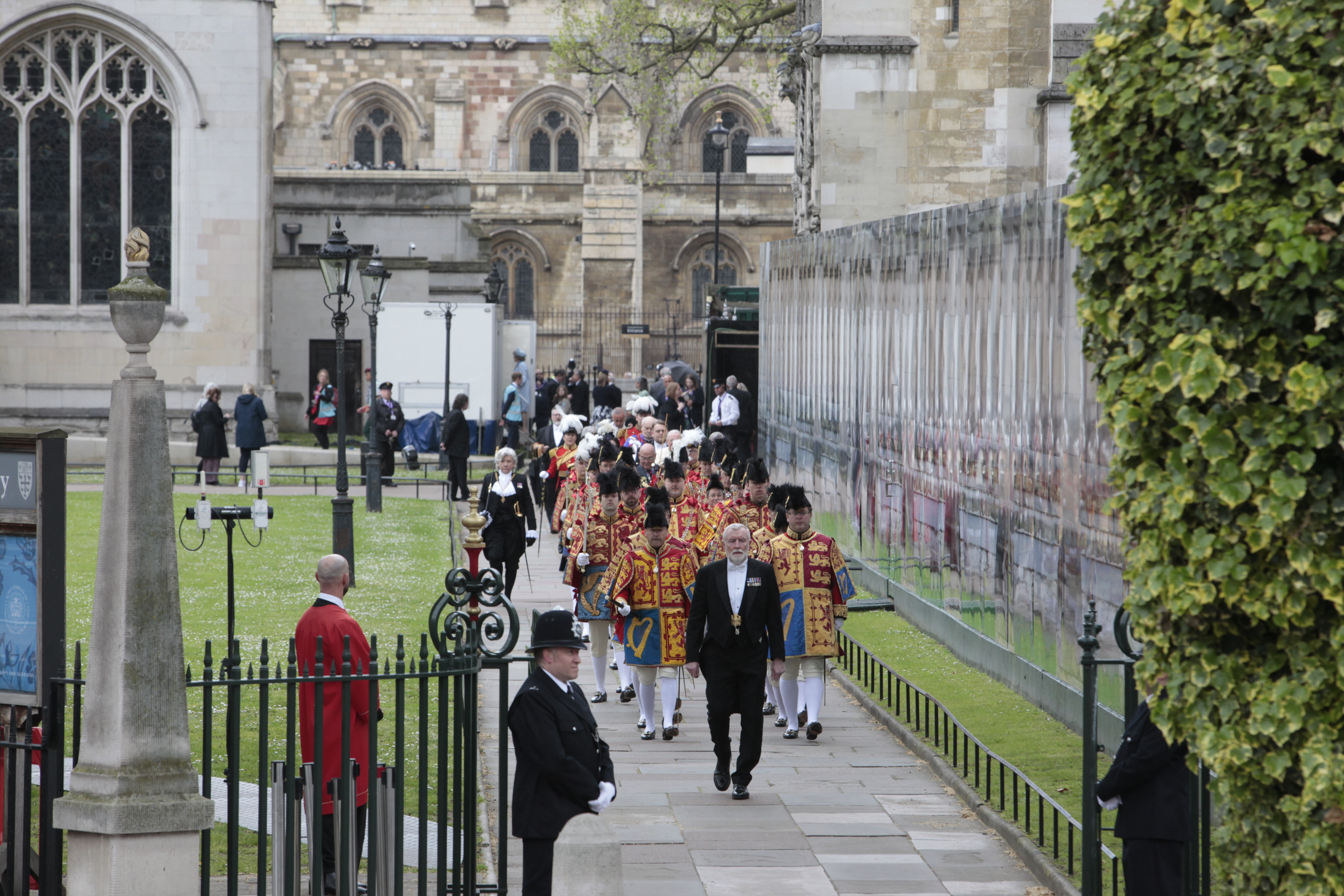
Участники церемонии у Вестминстерского аббатства

На коронацию в Вестминстерское аббатство Карл и его супруга королева-консорт Камилла проехали по улицам Лондона в государственной карете бриллиантового юбилея, которая была подарена Елизавете II к 60-летнему юбилею её правления, а после коронации в Букингемский дворец они отправились в золотой государственной карете, которая использовалась в каждой коронации британских монархов со времен короля Вильгельма IV в 1831 году.
Церемония коронации, которая продолжалась два часа, началась с процессии представителей разных религиозных общин Великобритании (иудеев, мусульман-суннитов и шиитов, сикхов, буддистов, индуистов, джайнов, бахаистов и зороастрийцев). Затем были внесены флаги 15 королевств Содружества.
В присутствии более 2000 гостей, среди которых были политики (в том числе, все бывшие премьер-министры Великобритании, начиная с Джона Мейджора), монархи, кронпринцы, принцессы и поп-звезды, Карл поклялся править в соответствии с христианской верой и произнес специально написанную для него молитву.

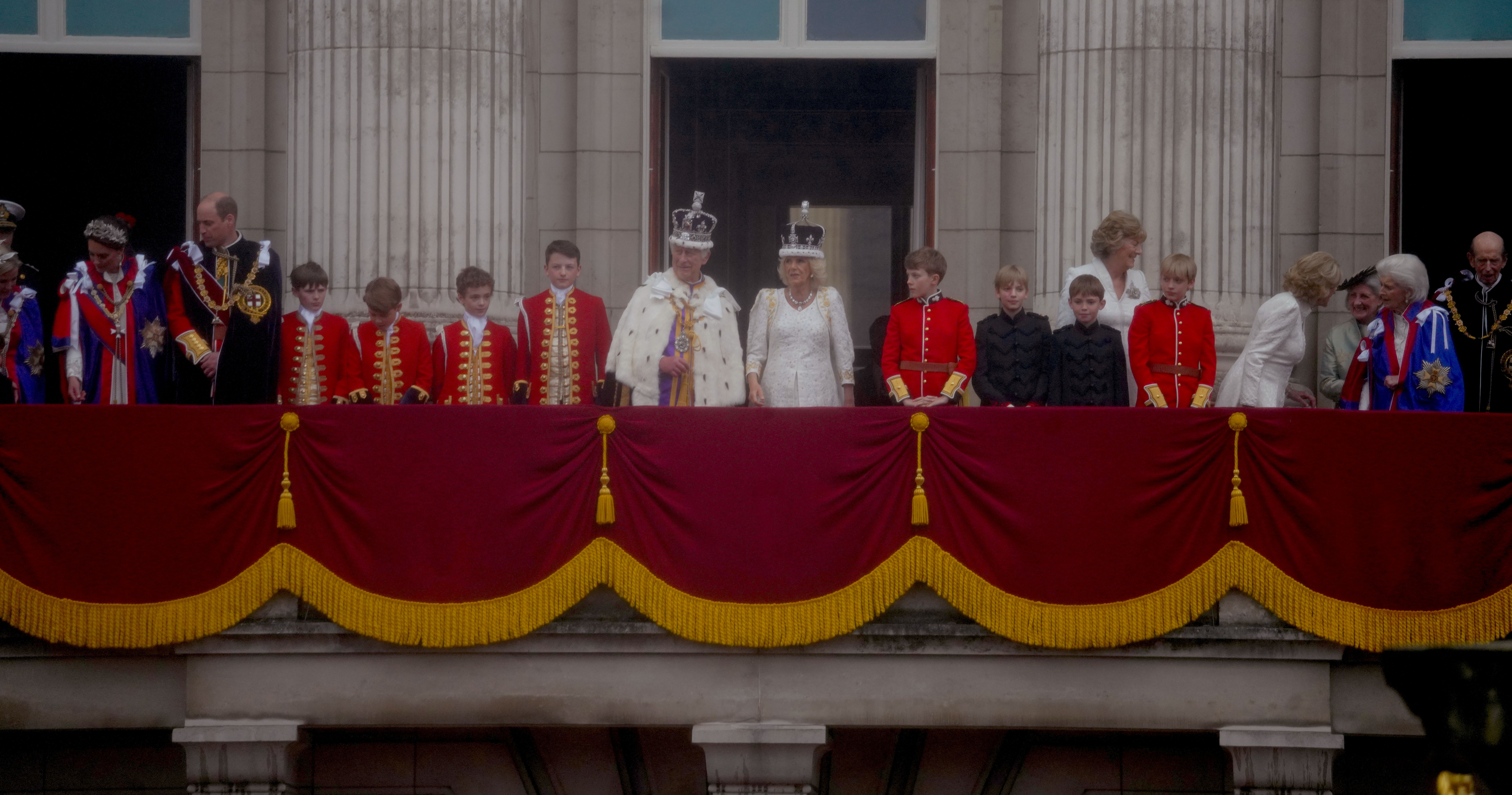
Карл III, Камилла и другие члены королевской семьи приветствуют зрителей с балкона Букингемского дворца

Карл III был коронован короной святого Эдуарда. Для коронации его жены королевы-консорта Камиллы использовалась корона королевы Марии.
Вслед за коронацией последовала присяга наследника престола принца Уильяма своему отцу: «Я, Уильям, принц Уэльский, клянусь вам в верности, я отдаюсь вам с верой и доверием, как ваш вассал, здесь и на небесах. Да поможет мне Бог». Уильям затем поцеловал отца в щеку, и тот неожиданно произнес не только «Аминь», но и, в нарушение протокола, «Спасибо, Уильям».
Также прошёл военный парад, но из-за плохой погоды был отменен масштабный воздушный парад, его заменили только пролётом пилотажной группы «Красные стрелы».

## Делегации других государств, посетившие коронацию
Коронацию 6 мая 2023 г. также посетили иностранные гости, прибывшие в составе делегаций.

### Страны Содружества
- Австралия — представляли премьер-министр Энтони Албаниз, генерал-губернатор Дэвид Хёрли[39].
- Антигуа и Барбуда — представляли генерал-губернатор Родни Уильямс и премьер-министр Гастон Браун.
- Багамские Острова — представляли генерал-губернатор Корнелиус Смит и премьер-министр Филип Дэвис.
- Канада — в состав канадской делегации вошли премьер-министр Джастин Трюдо, генерал-губернатор Канады Мэри Саймон, а также несколько других высокопоставленных лиц, включая лидеров коренных канадских народов и астронавтов[40].
- Нигерия — была представлена президентом Мохаммаду Бухари[41].
- Новая Зеландия — новозеландская делегация состояла из премьер-министра Криса Хипкинса, генерал-губернатора Синди-Киро, лидера оппозиции Кристофера Лаксона, короля маори Тухеитиа Паки а также Ричи Маккоу[42].
- Пакистан — был представлен премьер-министром Шахбазом Шарифом[43]. Будучи представителем Пакистана на коронации, пожелал всего наилучшего королю от лица пакистанского правительства и народа[43][значимость факта?].

### Иные государства
- Азербайджан — делегацию возглавила спикер парламента Сахиба Гафарова[44].
- Ангола — делегация состояла из президента Лоренсу Жуана и первой леди Аной Диаш Лоренсу[45].
- Германия — коронацию посетил президент Франк-Вальтер Штайнмайер[46].
- Италия — присутствовал президент Серджо Маттарелла[47].
- Китай — церемонию коронации со стороны Китайской Народной Республики посетил Хань Чжэн[48].
- Польша — церемонию посетили президент Анджей Дуда и первая леди Агата Корнхаузен-Дуда[49].
- США — делегацию возглавляла первая леди США Джилл Байден. Также в составе делегации находился Специальный представитель президента США по вопросам климата Джон Керри[50].
- Франция — МИД Франции заявило, что на коронации будут присутствовать президент Эммануюэль Макрон и первая леди. МИД Франции отметил, что это первый случай в истории, когда глава французского государства посетил коронацию британских монархов, тем самым «демонстрируя дружбу и уважение королю, королеве и британскому народу»[51][уточнить (обс.)].
- Чехия — коронацию посетили президент Петр Павел и первая леди Эва Павлова[52].
- Украина — премьер-министр Украины Денис Шмыгаль и первая леди Елена Зеленская присутствовали на коронации Карла III.

## Церемония в Шотландии
В соответствии с традицией, заложенной еще во время личной унии шотландского и английского короля Якова VI (Якова I) в 1604 году, церемония представления к Короне Шотландии и другим государственным регалиям Шотландии прошла во время пресвитерианской службы Благодарения в Эдинбурге 5 июня 2023 года. Во время церемонии Карлу III был представлен новый Елизаветинский меч — символ государственной власти в Шотландии.